# Williams County (Ohio)
 For alternative betydninger, se Williams County. (Se også artikler, som begynder med Williams County)
Williams County er et county i den amerikanske delstat Ohio. Amtet ligger i det nordvestlige hjørne af delstaten og grænser op imod Fulton County i øst, Henry County i sydøst og mod Defiance County i syd. Amtet grænser også op imod delstaten Michigan i nord og Indiana i vest.
Williams Countys totale areal er 1.096 km² hvoraf 3 km² er vand. I 2000 havde amtet 39.188 indbyggere.
Amtets administration ligger i byen Bryan.
Amtet blev grundlagt i 1835 og har fået sit efter David Williams som var soldat i den amerikanske uafhængighedskrigen.

## Demografi
Ifølge folketællingen fra 2000 boede der 39.188 personer i amtet. Der var 15.105 husstande med 10.664 familier. Befolkningstætheden var 36 personer pr. km². Befolkningens etniske sammensætning var som følger: 96,51% hvide, 0,72% afroamerikanere.
Der var 15.105 husstande, hvoraf 33,30% havde børn under 18 år boende. 57,50% var ægtepar, som boede sammen, 9,00% havde en enlig kvindelig forsøger som beboer, og 29,40% var ikke-familier. 24,90% af alle husstande bestod af enlige, og i 10,50% af tilfældene boede der en person som var 65 år eller ældre.
Gennemsnitsindkomsten for en husstand var $40.735 årligt, mens gennemsnitsindkomsten for en familie var på $47.398 årligt.